# Cultura di Coţofeni

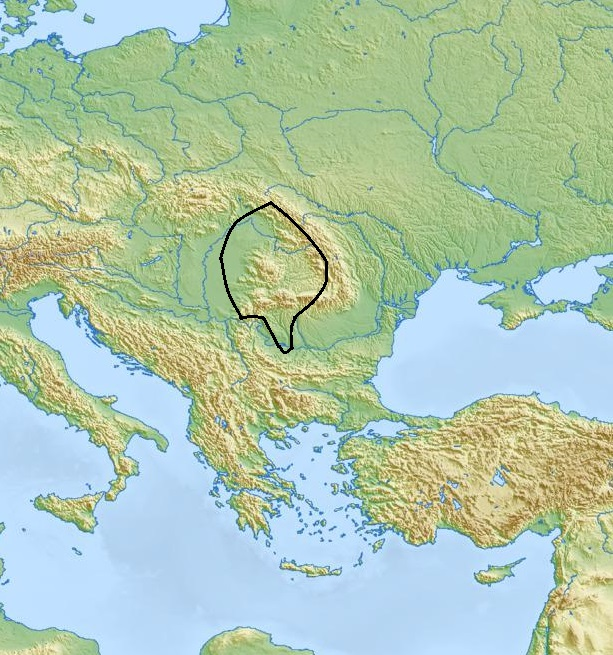
Estensione geografica

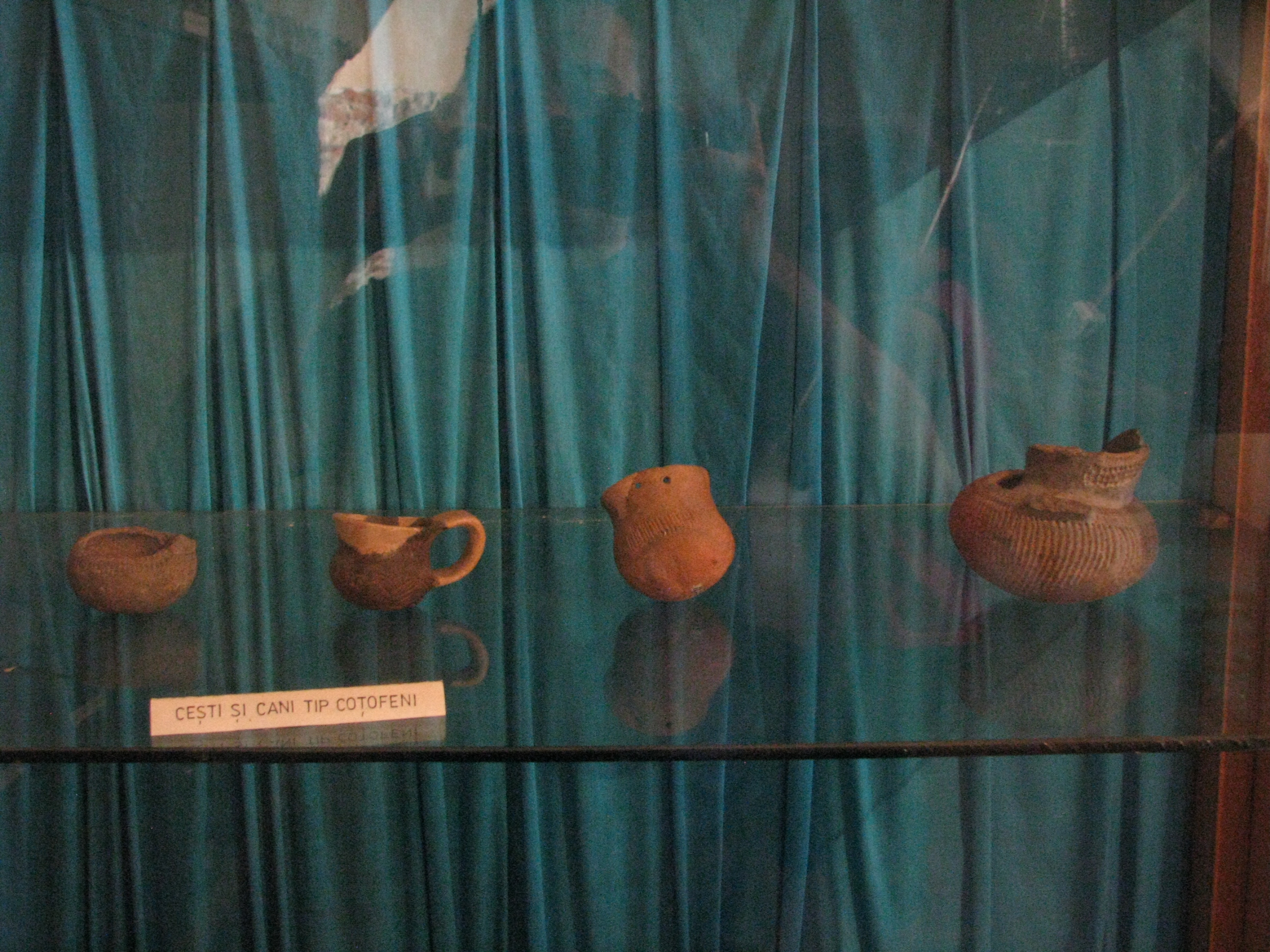
Ceramiche

La cultura di Usatovo o cultura di Coţofeni, 3500—3000 a.C., è una cultura archeologica prospiciente al Mar Nero, localizzata tra le foce del Bug e quella del Danubio, nel territorio dell'attuale Romania, Moldavia, e Ucraina meridionale.
Essa è stata una forma di ibrido, con radici sia nella cultura di Cernavodă che in quella di Tripolye, soffocata da un elemento intrusivo derivato dalla steppa della cultura kurgan che parla l'indoeuropeo. Manufatti in metallo sono connessi ai contatti con il lontano Caucaso.
Essa viene vista come parte del "complesso balcanico-danubiano" che si estende da Troia, valle del Danubio fin all'Elba. In periodi successivi, le regioni saranno linguisticamente daciche e traci.

## Fonti
- (EN) J. P. Mallory, "Usatavo Culture", Encyclopedia of Indo-European Culture, Fitzroy Dearborn, 1997.